# ليهي (سكسونيا السفلى)
ليهي هي بلدية في مدينة امسلاند في ولاية سكسونيا السفلى، ألمانيا.